# Rhizopogon subcaerulescens
Rhizopogon subcaerulescens es un hongo micorriza utilizado como un inoculante del suelo en la agricultura y la horticultura. La especie fue descrita por el micólogo estadounidense Alexander H. Smith en una publicación de 1966.